# Cannabis en Uruguay

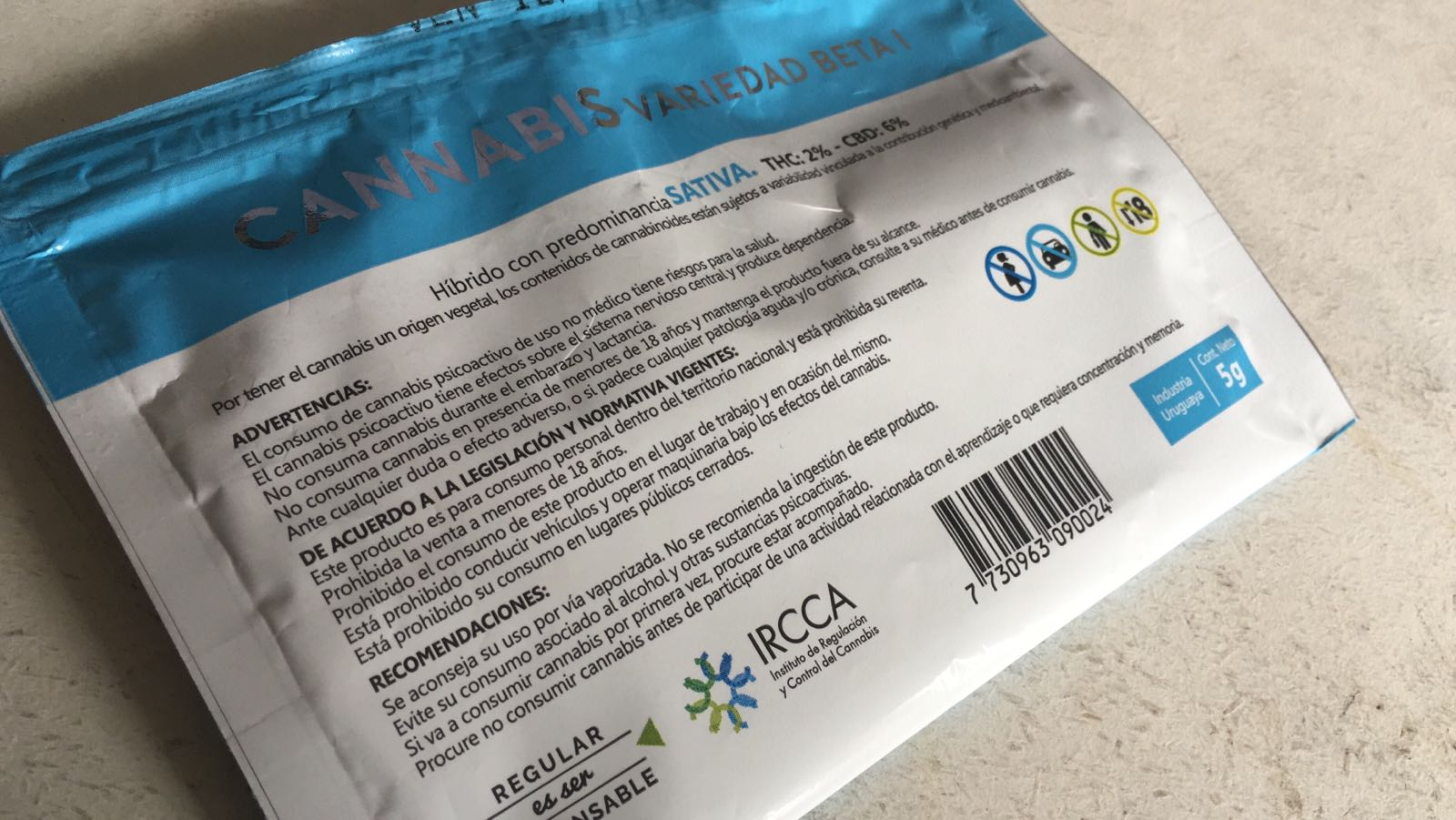
Photographie d'un emballage de cannabis en Uruguay de type Beta I.

L'Uruguay autorise depuis le 11 décembre 2013 la consommation, la vente et le transport de cannabis. La culture du cannabis est aussi légalisée. C'est l'initiative du président de gauche José Mujica.
L'Uruguay devient ainsi le premier pays au monde à légaliser la production et la vente de cannabis. Déjà les Uruguayens pouvaient légalement cultiver leur herbe dans une coopérative de quartier, ou chez eux, dans la limite de six plants par foyer et pour leur consommation personnelle.
Le 1er octobre 2015, l’État a attribué deux licences de production et de distribution de cannabis à l'entreprise Symbiosys de capital uruguayen, et la multinationale Iccorp, autorisées à produire et à distribuer annuellement jusqu’à deux tonnes de cannabis dans des plantations localisées dans le sud-est du pays et dont la sécurité est contrôlée du ministère de l’intérieur.
Depuis le 19 juillet 2017, la vente de cannabis à usage récréatif est autorisée dans certaines pharmacies (16 dans un premier temps) au tarif de 1,30 dollar le gramme, soit en dessous du prix prévalent sur le marché noir. La vente d'un maximum hebdomadaire de 10 grammes est réservée aux personnes de nationalité uruguayenne et inscrites au préalable sur les registres de consommateurs.